# Marysville (Washington)
Marysville es una ciudad ubicada en el condado de Snohomish en el estado estadounidense de Washington. En el año 2000 tenía una población de 35.266 habitantes y una densidad poblacional de 1.019,2 personas por km².

## Geografía
Marysville se encuentra ubicada en las coordenadas 48°3′46″N 122°9′48″O / 48.06278, -122.16333.

## Demografía
Según la Oficina del Censo en 2000 los ingresos medios por hogar en la localidad eran de $47.088, y los ingresos medios por familia eran $55.796. Los hombres tenían unos ingresos medios de $42.391 frente a los $30.185 para las mujeres. La renta per cápita para la localidad era de $20.414. Alrededor del 5,6% de la población estaban por debajo del umbral de pobreza.